# Picasso tolita
El Picasso tolita o Picasso precolombino  es una escultura de cerámica que fue realizada por la cultura Tumaco-La Tolita que perteneció al período de desarrollo regional y habitó las costas de Colombia y Ecuador. La pieza se conserva en el Museo Nacional del Ecuador y es una de las más conocidas de su colección.
Fue nombrada por el arqueólogo ecuatoriano Hernán Crespo Toral en su libro Historia del Arte Ecuatoriano en 1977. Recibió ese nombre en honor al escultor y pintor cubista Pablo Picasso ya que la pieza tiene grandes parecidos con el estilo cubista a pesar de que fue creada mucho tiempo antes.

## Descripción
El Picasso tolita es una figura antropomorfa con varios elementos zoomorfos, entre los que se encuentran colmillos felinos, un collar que se convierte en una serpiente y una serpiente que nace de su ojo izquierdo.
En el lado derecho del rostro la figura exhibe varias formas geométricas que parecieran ser un manto.
A pesar de que hoy en día la pieza no exhibe pintura, estuvo originalmente pintada con rojo, verde y amarillo.

## Interpretación
La arqueóloga ecuatoriana María Fernanda Ugalde asoció al Picasso tolita como una posible divinidad que se relaciona con la transformación y la decapitación, posiblemente incluso se le ofrecieran cabezas humanas como ofrendas. Esta divinidad no es exclusiva de la cultura Tumaco-La Tolita, ya que se han encontrado representaciones de la misma desde Perú al sur hasta Mesoamérica al norte, algunas tan antiguas como el período formativo. Las dos características fundamentales de esta divinidad son la dualidad, ya que siempre tiene el rostro dividido a la mitad y la serpiente o alguna abstracción de la serpiente (puede ser tan simple como una línea) saliendo desde su ojo izquierdo. Otros ejemplos de representaciones de esta divinidad se pueden encontrar en el Lanzón de Chavín o en un monolito en las ruinas del Kuntur Wasi.
La arqueóloga lo relacionó con la decapitación debido a que el manto que tiene es muy similar al manto que tienen los decapitadores de la tolita, un tipo de figurillas de cerámica que se caracterizan por sostener una cabeza entre sus manos. Además de esto, el ya mencionado monolito en el Kuntur Wasi sostiene lo que parece ser una cabeza entre sus manos, en la misma pose en la que lo hacen los decapitadores tolita.
|                               |
| Réplica del Lanzón de Chavín. |

|                                         |
| Monolito en las ruinas del Kuntur Wasi. |

|                                             |
| Decapitadores tolita en el Museo Weilbauer. |